# Paroxylakis slamis
Paroxylakis slamis är en insektsart som beskrevs av Sigfrid Ingrisch 1998. Paroxylakis slamis ingår i släktet Paroxylakis och familjen vårtbitare. Inga underarter finns listade i Catalogue of Life.